# Kraken en vivo: Huella y camino
Huella y camino es el nombre del primer álbum en directo del grupo de rock progresivo colombiano Kraken. Fue lanzado al mercado el 1 de octubre de 2002 a través de Athenea Producciones. Este álbum trae un total de veinte canciones divididas en dos discos. En 2005 se lanzó una edición doble a nivel internacional.

## Lista de canciones

### Edición original
| N.º | Título                         | Duración |  |
| 1.  | «No me hables de amor»         | 04:27    |  |
| 2.  | «Palabras que sangran»         | 04:07    |  |
| 3.  | «Una vez más»                  | 04:47    |  |
| 4.  | «Escudo y espada»              | 03:56    |  |
| 5.  | «Azul»                         | 05:41    |  |
| 6.  | «Vestido de cristal»           | 03:50    |  |
| 7.  | «Hijos del sur»                | 05:10    |  |
| 8.  | «Silencioso amor»              | 05:53    |  |
| 9.  | «Lenguaje de mi piel»          | 05:10    |  |
| 10. | «Frágil al viento»             | 04:37    |  |
| 11. | «Aves negras»                  | 04:47    |  |
| 12. | «Soy real»                     | 04:27    |  |
| 13. | «Muere libre»                  | 03:56    |  |
| 14. | «Revolución» (Bonus track)     | 04:56    |  |
| 15. | «Corazón felino» (Bonus track) | 06:03    |  |

### Edición especial
CD 1

| N.º | Título                                | Duración |  |
| 1.  | «No me hables de amor»                | 04:27    |  |
| 2.  | «Una vez más»                         | 04:47    |  |
| 3.  | «Escudo y espada»                     | 03:56    |  |
| 4.  | «Azul»                                | 05:41    |  |
| 5.  | «Vestido de cristal»                  | 03:50    |  |
| 6.  | «Hijos del sur»                       | 05:10    |  |
| 7.  | «Silencioso amor»                     | 05:53    |  |
| 8.  | «Palabras que sangran»                | 04:07    |  |
| 9.  | «Revolución» (Bonus track)            | 04:56    |  |
| 10. | «Frágil al viento 2005» (Bonus track) | 06:03    |  |

CD 2

| N.º | Título                         | Duración |  |
| 1.  | «Aves negras»                  | 04:47    |  |
| 2.  | «Soy real»                     | 04:27    |  |
| 3.  | «Muere libre»                  | 03:56    |  |
| 4.  | «Déjame»                       | 05:41    |  |
| 5.  | «Lágrimas de fuego»            | 03:50    |  |
| 6.  | «Lenguaje de mi piel»          | 05:10    |  |
| 7.  | «Soy»                          | 05:53    |  |
| 8.  | «Todo hombre es una historia»  | 04:07    |  |
| 9.  | «El idioma del rock»           | 04:56    |  |
| 10. | «Corazón felino» (Bonus track) | 06:03    |  |

## Músicos
- Elkin Ramírez: letras, líricas y voz.
- Juan Esteban Echeverry: guitarra.
- Luis Ramírez: bajo.
- David Mejía: teclados.
- Alejandro Gutiérrez: batería.